# Verónica Castro
Verónica Judith Sáenz Castro (Cidade do México, 19 de outubro de 1952) é uma atriz, cantora e apresentadora mexicana. Conhecida mundialmente por protagonizar novelas como Los ricos también lloran, El derecho de nacer e Rosa salvaje, Verónica é tida como um dos maiores ícones da cultura mexicana. Ganhou um Emmy Award por reconhecimento de sua trajetória artística.

## Biografia
Verónica començou a trabalhar muito jovem quando ainda estava perto de concluir a escola. Sua mãe dona Socorro, trabalhava como secretaria para manter seus filhos Fausto, Beatriz e José Alberto. Em uma ocasão lhe chamou a atenção o anúncio de fotonovela "Chicas" na qual solicitavan modelos, após consultar sua mãe começou a trabalhar como atriz de fotonovelas, alternando com as estrelas do momento como Enrique Novi, Rogelio Guerra e Nacho Calderón, entre outros. Seu rosto, cautivou o público.
Ao mesmo tempo Verónica continuou seus estudos de Relações Internacionais na Faculdade de Ciências Políticas da Universidad Nacional Autónoma de México UNAM, atividade que alternou com seu trabalho como bailarina, e estudos de atuação na Academia de Andrés Soler.
Posteriormente participou do programa de televisão "Ja-ja" ao lado de Manuel "El Loco" Valdes. No ano de 1970, foi designada como "O Rosto do Ano" pelo prêmio Heraldo do México, isso lhe abriu as portas da indústria cinematográfica e permitiu atuar no cinema em filmes tais como: El arte de engañar (1970), Un sueño de amor (1971), Acapulco 12-22 (1971), La fuerza inútil (1972), La Recogida (1972), Cuando quiero llorar, no lloro (1972), Mi mesera (1973), Volveré a nacer (1973), El Primer paso... de la mujer (1974), Nobleza ranchera (1975), Pasiones encendidas (1978), El Niño y el Papa (1979), Navajeros (1980), Naná (1985), El ausente (1989), Que Dios se lo pague (1990), entre outras.
Em 1974 nasceu seu primeiro filho Cristian, esta experiência serviu a joven mãe para consolidar seu trabalho na televisão e no cinema na década de 70 atuando em: El Pozo, Sueño de amor e El arte de engañar, nesta último se fez famosa por o nu que realizou ao lado de Julio Alemán.
Sua carreira na televisão foi importante e transcendental, foi convidada para trabalhar na telenovela "Barata de primavera", se seguiu "El amor tiene cara de mujer". Mas então Verónica foi chamada para autar na telenovela Los ricos también lloran interpretando Mariana Villareal, que lhe deu projeção internacional. Esta história foi vendida para mais de 40 países e foi traduzida em vários idiomas.
Por um tempo Verónica abandonou o México e viajou para Argentina, onde gravou a telenovela "Cara a Cara". No seu regreso a terra azteca ela atuou no filme Nobleza ranchera, mas televisão clamava por seu regresso, por isso ela decidiu regressar as telenovelas e realizou "El edificio de enfrente" e "El rostro del amor".
Neasa época inciou uma relação sentimental com o empresário Enrique Niembro, dessa relação nasceu seu segundo filho, Michel. Em poucos meses, a actriz decide ir novamente para Argentina onde foi protagonizar a telenovela "Yolanda Luján", no entanto o impacto desta bela mulher na televisão não prosperava, foi até que o grande produtor Ernesto Alonso que lhe deu a protagonista de El derecho de nacer, a consagrando como ‘a Rainha’ das telenovelas no México.
Seu desejo de trascender se cumpriu com telenovelas como: Rosa salvaje, Mi pequeña Soledad, Valentina e Pueblo chico, infierno grande, entre outras. Também realizou um importante trabalho como apresentadora de programas de variedade noturna como: Sábado 72, Muy agradecido, Esta noche se improvisa, Aquí está, Mala noche... no!, Y Vero América va!, Furia musical, En la noche, La Tocada e Furia Musical.
Além do cinema e televisão também ha realizado obras de teatro como: Romeo e Julieta, Por eso estamos como estamos, El juego que todos jugamos, El Tenorio, La idiota, La luna es azul, Travesuras de medianoche, 24 horas contigo, Un dia con Charly, Coqueluche, Chiquita pero picosa e La mujer del año, entre outras.
De 2003 a 2005, Verónica foi apresentadora oficial do Big Brother VIP México. Em 2006 seu filho Cristian se casa com Valeria Liberman e a partir de então a relação de mãe e filho termina se distanciando. Já no ano de 2008, protagoniza pela segunda vez em sua carreira, a obra Chiquita pero picosa. No mesmo ano, Cristian se divorcia pela segunda vez e pouco tempo depois se reconcilia com sua mãe. Mas tarde no mesmo ano, após onze anos longe da atuação, regreasa para protagonizar o episódio "Emma la costurera" da série "Mujeres Asesinas".
Verónica regressa as telenovelas em agosto de 2009, para da vida a personagem 'Roberta Santos', atuando novamente com Rogelio Guerra, a telenovela Los Exitosos Pérez é uma adapatação gravada na Argentina.

## Vida pessoal
Verónica é filha de Fausto Sáenz e Socorro Castro Alba, tem três irmãos Fausto Gerardo, Beatriz e José Alberto Castro que é produtor de televisão, seus filhos Michel Castro e o cantor mexicano Cristian Castro.

## Filmografia

### Televisão
| Ano     | Título                                 | Personagem                                          | Notas                              |
| ------- | -------------------------------------- | --------------------------------------------------- | ---------------------------------- |
| 1969    | No creo en los hombres                 | —                                                   |                                    |
| 1971    | El amor tiene cara de mujer            |                                                     |                                    |
| 1971    | Revista musical                        | —                                                   | Assistente de palco                |
| 1972    | El edificio de enfrente                |                                                     |                                    |
| 1972    | Sábado '72                             | —                                                   | Assistente de palco                |
| 1975    | Muy agradecido                         | Apresentadora                                       |                                    |
| 1975    | Barata de primavera                    | Karina Labrada                                      |                                    |
| 1976    | Mañana será otro día                   | Gabriela                                            |                                    |
| 1978    | Pasiones encendidas                    | Martha                                              |                                    |
| 1979    | Los ricos también lloran               | Mariana Villareal                                   |                                    |
| 1980    | Noche a noche                          | Apresentadora                                       |                                    |
| 1981    | El derecho de nacer                    | María Elena del Junco                               |                                    |
| 1982    | Verónica: el rostro del amor           | Verónica                                            |                                    |
| 1983    | Cara a cara                            | Laura                                               |                                    |
| 1984    | Esta noche se improvisa                | Apresentadora                                       |                                    |
| 1984    | Yolanda Luján                          | Yolanda Luján                                       |                                    |
| 1985    | Felicidad, ¿dónde estás?               | Karina                                              | Telenovela italiana                |
| 1986    | Amor prohibido                         | Nora                                                |                                    |
| 1987    | Rosa salvaje                           | Rosa García                                         |                                    |
| 1988    | Está aquí                              | Apresentadora                                       |                                    |
| 1989    | Mala noche... ¡No!                     | Apresentadora                                       |                                    |
| 1990    | Mi pequeña Soledad                     | Isadora/Soledad                                     |                                    |
| 1991    | La movida                              | Apresentadora                                       |                                    |
| 1993    | Furia musical                          | Apresentadora                                       |                                    |
| 1993    | Valentina                              | Valentina Isabel Montero / Valentina de los Ángeles |                                    |
| 1994    | En la noche                            | Apresentadora                                       |                                    |
| 1996    | La tocada                              | Apresentadora                                       |                                    |
| 1997    | Teletón                                | Apresentadora                                       |                                    |
| 1997    | Pueblo chico, infierno grande          | Leonarda Ruán                                       |                                    |
| 2003-05 | Big Brother V.I.P.                     | Apresentadora                                       |                                    |
| 2003-07 | Teletón                                | Apresentadora                                       |                                    |
| 2006    | Código postal                          | Beatriz Corona Morales                              | Episódios: "22-30 de maio de 2006" |
| 2006    | Mentiras & Verdades                    | —                                                   |                                    |
| 2008    | Mujeres Asesinas                       | Emma                                                | Episódio: "Emma, Costurera"        |
| 2009    | Los Exitosos Pérez                     | Roberta Santos                                      |                                    |
| 2018    | La casa de las flores                  | Virgínia de la Mora                                 |                                    |
| 2019    | Pequeños gigantes                      | Jurada                                              |                                    |
| 2019    | T.A.P. Taller de Actores Profesionales | Ela mesma                                           | Episódio: "Verónica Castro"        |

### Cinema
| Ano  | Título                        | Personagem                 | Notas                                     |
| ---- | ----------------------------- | -------------------------- | ----------------------------------------- |
| 1970 | Mi mesera                     |                            |                                           |
| 1971 | Bikinis y rock                |                            |                                           |
| 1972 | Cuando quiero llorar no lloro |                            |                                           |
| 1972 | La fuerza inútil              |                            |                                           |
| 1972 | El arte de engañar            | Rebecca                    |                                           |
| 1972 | Un sueño de amor              | Karis Techman              |                                           |
| 1972 | El Ausente                    | Julia Beltrám              |                                           |
| 1973 | Novios y amantes              |                            |                                           |
| 1973 | Volveré a nacer               | María                      |                                           |
| 1974 | El primer paso... de la mujer |                            |                                           |
| 1974 | La recogida                   | Alícia                     |                                           |
| 1975 | Guadalajara es México         | Sílvia                     |                                           |
| 1975 | Acapulco 12-22                | Lucía                      |                                           |
| 1976 | Nobleza ranchera              |                            |                                           |
| 1980 | Navajeros                     | Toñi                       |                                           |
| 1981 | Johnny Chicano                | Debby Williamson           |                                           |
| 1984 | Nana                          | Satin                      |                                           |
| 1986 | El niño y el papá             | Alicia/Guadalupe Rodríguez |                                           |
| 1986 | Chiquita pero picosa          | Florinda Benitez/Flor      | Diosa de Plata de Melhor Atriz em Comédia |
| 1990 | Dios se lo pague              | Verónica del Valle         |                                           |
| 1995 | Sabina's music                | Ela mesma                  |                                           |
| 2008 | En la oscuridad               | Mariza de Saltibán Esteves |                                           |
| 2020 | Díme cuando tú                | Inês                       |                                           |
| 2021 | Cuando seas joven             | Malena                     |                                           |

## Teatro
- 1970 Por eso estamos como estamos
- 1970 Romeo y Julieta
- 1971 El juego de jugamos
- 1975 Don Juan Tenorio
- 1976 Coqueluche
- 1976 Travesuras de media noche
- 1977 La idiota
- 1978 24 Horas contigo
- 1978 La luna azul
- 1979 Trú trú entre tres
- 1980 Chiquita pero picosa
- 1982 Un día con Charlie na Argentina
- 1983 Los amores de Verónica na Argentina
- 1995 La mujer del año
- 2008 Chiquita pero picosa

## Prêmios e Indicações
| Ano  | Festival                                                     | Categoria                                                    | Nomeações                                                    | Resultado |
| ---- | ------------------------------------------------------------ | ------------------------------------------------------------ | ------------------------------------------------------------ | --------- |
| 1970 | Prêmio El Heraldo de México                                  | El rostro de El Heraldo de México                            | El rostro de El Heraldo de México                            | Venceu    |
| 1986 | Prêmio Telegatto Italia                                      | Melhor Atriz                                                 | Los ricos también lloran                                     | Venceu    |
| 1986 | Prêmio Telegatto Italia                                      | Melhor Atriz                                                 | El derecho de nacer                                          | Venceu    |
| 1988 | Prêmio TVyNovelas                                            | Melhor Atriz Protagônica                                     | Rosa salvaje                                                 | Venceu    |
| 1988 | Prêmio TVyNovelas                                            | Melhor Apresentadora                                         | Mala noche no                                                | Venceu    |
| 1988 | Diosa de Plata de la Asociación Periodistas de Cinema        | Melhor Atriz em Comédia                                      | Chiquita pero picosa                                         | Venceu    |
| 1990 | Prêmio TVyNovelas                                            | Melhor Apresentadora                                         | Aquí está!                                                   | Venceu    |
| 1991 | Prêmio TVyNovelas                                            | Melhor Atriz Protagônica                                     | Mi pequeña Soledad                                           | Venceu    |
| 1991 | Prêmio TVyNovelas                                            | Melhor Telenovela (como produtora)                           | Mi pequeña Soledad                                           | Indicada  |
| 1992 | Prêmio TVyNovelas                                            | Melhor Apresentadora                                         | La movida                                                    | Venceu    |
| 1993 | Prêmio Telegatto Italia                                      | Melhor Atriz                                                 | Valentina                                                    | Venceu    |
| 1994 | Prêmio TVyNovelas                                            | Melhor Apresentadora                                         | Furia musical                                                | Venceu    |
| 2000 | Prêmio Kasandra                                              | Prêmio especial por sua carreira artística                   | Prêmio especial por sua carreira artística                   | Venceu    |
| 2002 | Diosa de Plata de la Asociación Periodistas de Cinema        | Prêmio Especial                                              | Carreira                                                     | Venceu    |
| 2005 | Prêmio TVyNovelas                                            | Melhor Apresentadora                                         | Big Brother V.I.P.                                           | Indicada  |
| 2005 | Emmy Award                                                   | Contribuição em espanhol para a televisão dos Estados Unidos | Contribuição em espanhol para a televisão dos Estados Unidos | Venceu    |
| 2017 | Premios de la Agrupación de Críticos y Periodistas de Teatro | Melhor Atriz de Musical                                      | Aplauso                                                      | Venceu    |
| 2019 | Premios PRODU                                                | Melhor Atriz em Série, Minissérie ou Telenovela              | La casa de las flores                                        | Venceu    |
| 2019 | Prêmio TVyNovelas                                            | Prêmio especial por seus 40 anos de carreira em televisão    | Prêmio especial por seus 40 anos de carreira em televisão    | Venceu    |